# Зиганнек
Зиганнек — река в России, правый приток реки Ток.

## География
Протекает в Оренбургской области. Устье реки находится в 180 км по правому берегу Тока. Длина реки Зиганнек составляет 49 км. Площадь водосборного бассейна — 483 км².
Притоки: ручей Сапеянь, река Корча и Терекла.

## Топоним
Вероятно, топоним связан с финно-угорскими языками (хантыйское ёхан — «речка», «ручей», мариское йогы — «течение», «поток»).

## Данные водного реестра
По данным государственного водного реестра России относится к Нижневолжскому бассейновому округу, водохозяйственный участок реки — Самара от Сорочинского гидроузла до водомерного поста у села Елшанка. Речной бассейн реки — Волга от верховий Куйбышевского вдхр. до впадения в Каспий.
Код объекта в государственном водном реестре — 11010001012112100006884.